# Arduino Cantafora
Arduino Cantafora, né à Milan le 8 novembre 1945, est un architecte, peintre et écrivain italo-suisse.

## Biographie
Diplômé de l'École polytechnique de Milan, il devint célèbre pour ses peintures d'influence Renaissance, inspiré par Giorgio de Chirico. Il fait la connaissance d'Aldo Rossi, dont il a été un élève.
Dans les années 1990, il a conçu des décors pour opéras : Persée et Andromède à La Scala (1991) et de Mozart, Don Giovanni à Aix-en-Provence (1993).
Il a enseigné à l'Université de Yale, l'IUAV, l'Accademia di Architettura di Mendrisio (it), et à l'École polytechnique fédérale de Lausanne (EPFL),.
Il est naturalisé citoyen suisse.

## Publications
- Quindici stanze per una casa (1988)
- La pomme d'Adrien (2002)[4]
- Le stanze della vita (2004)[4]
- L'architecture du corps (2006, avec Charles Duboux)